# Escuela Normal Miguel F. Martínez
La Escuela Normal Miguel F. Martínez es una escuela normal ubicada en Monterrey. Fue fundada por José Eleuterio González en 1870.
En 1941 se cambia el nombre a Escuela Normal Miguel F. Martínez en honor a Miguel Filomeno Martínez, tercer director de esta escuela de 1881 a 1883.
En 1970 fue nombrada "Centenaria y Benemérita", por el congreso local del estado de Nuevo León.
La escuela ofrece tres licenciaturas: en educación preescolar, educación primaria y educación física.